# Zelená je tráva (Simpsonovi)
Zelená je tráva (v anglickém originále Highway to Well) je 17. díl 31. řady (celkem 679.) amerického animovaného seriálu Simpsonovi. Scénář napsala Carolyn Omineová a díl režíroval Chris Clements. V USA měl premiéru dne 22. března 2020 na stanici Fox Broadcasting Company a v Česku byl poprvé vysílán 27. října 2020 na stanici Prima Cool.

## Děj
Marge vezme Maggie poprvé do jeslí nazvaných Centrum preventivního vzdělávání. Dozví se, že by s ní neměla zůstávat ve školce, a tak navštíví svůj oblíbený blog Jo, mámo!, kde najde tipy, jak trávit volný čas. Nejprve si zajde na trénink do tělocvičny, kde ji štve trenér, a proto odchází. Poté navštíví kurz keramiky v komunitním centru, kde je podobný lektor jako v tělocvičně, a odchází. Následně jde do jaderné elektrárny, aby překvapila Homera sexem v práci, ale zjistí, že jsou monitorováni kamerou a nemají soukromí.
Na blogu tedy dojdou aktivity a Marge se ocitne před Dobře + líp (výslovnost je Dobře a líp), kde najímají nové zaměstnance. Hned zpočátku udělá dobrý dojem a je bleskurychle přijata. V den otevření je nervózní, ale daří se jí. Následně zjistí, že legálně prodává konopí. Majitel Dobře + líp, Drederick Tatum, se ji snaží přesvědčit, aby neopouštěla své zaměstnání, ale Marge se i přesto rozhodne se odejít. Homer, Bart a Líza ji však přesvědčí, aby se vrátila.
Když si Otto zajde nakoupit konopí, nic podle něj nedává smysl a jde k Vočkovi. Tam vyjadřuje své názory na legalizaci konopí a chce vrátit staré „vzrůšo“ způsoby obchodování s konopím. Homer, Vočko a Lenny si proto vytvoří obchod v zadní místnosti hospody U Vočka, kde prodávají konopí postaru. Mezitím Drederick Tatum představuje Drederick, což je konopný lázeňský rezort, a chce požádat Marge, ať moderuje „otevíračku“. Marge ale nemůže dále pokračovat v Dobře + líp, neboť Tatum tvrdí, že její „manžel prodává trávu jako ve středověku roku 2018“, což odvětví nedělá dobré jméno. Jediným způsobem, jak neztratit zaměstnání, je zastavit Homera. Marge se snaží přesvědčit Homera, aby svou živnost ukončil, ale on to odmítne a pohádají se.
Když Marge odchází z Dobře + líp, Tatum jí nabízí alternativu: pokud by Marge poskytla důkazy o tom, že Homer nabízí jídlo, ministerstvo zdravotnictví by podnik zavřelo. Marge se rozhodne nalíčit past: daruje Homerovi sklenici sýrových kuliček a požádá ho, aby nabídl hostům. Když Homer Krustymu podá kuličky a Krusty jednu sní, ministerstvo zdravotnictví mu zavře podnik, a Marge tak zradí Homera.
Na zahajovací ceremoniál rezortu Drederick se dostane i opilý Homer, který je rozrušuje influencery. Odhalí, že Marge nikdy nezkusila „trávu“, kterou prodává. Aby si zachovala přízeň, rozhodla se konopí vyzkoušet – zanedlouho je podle svých slov „sjetá“. Zjistí, že byla podvedena a že prodávali výrobky z konopí, ze kterých se zákazníci mohli zdrogovat, nikoli léčit. Snaží se vystřízlivět, ale jídlo i ubrousky, které použila, obsahují drogy. Stále více dezorientovaná jde na toalety a Homer ji uklidňuje.
Marge se omlouvá Homerovi, že ho zradila. Vzhledem k tomu, že se Marge stále cítí zdrogovaně, podle Homera by pomohlo, kdyby se tak cítil i on, a zapálí si „futuristický joint“, což je ve skutečnosti elektronická cigareta, která po zapálení exploduje a způsobí řetězovou reakci, jež rezort úplně zničí.
Nakonec se Dobře + líp uzavře a městská rada zakáže prodej marihuany. Líza však upozorňuje, že „bez daňových příjmů z prodej budou muset Maggiiny jesle zavřít“.

## Kritika
Dennis Perkins, kritik The A.V. Clubu, dal dílu hodnocení B a uvedl: „Nyní, když je legální obchodování s marihuanou, se Simpsonovi (rodina i seriál) pohybují ve spleti lumpáren, dobrodružství a kdoví čeho ještě dobře a účelně. Scénář k Zelené je trávě, který napsala vždy vítaná Carolyn Omineová, obsahuje obdivuhodnou práci s marihuanovou zápletkou (podceňovaný název lékárny). Na povrch také vypluly rozdíly Homera a Marge, aby díl nezaváněl ‚velmi zvláštní epizodou‘ svou otřelostí nebo senzacechtivostí. Jak se ukázalo, legalizovaná tráva je jen dalším vývojem v americké společnosti, který více či méně uspokojivě odhaluje chování postav.“